# Bamiã (distrito)
Bamiã (em persa: بامیان; romaniz.: Bāmīyān) é um distrito da província de Bamiã no  Afeganistão. Em 2009, a população foi calculada em 67,548, dos quais a maioria é do grupo Hazara enquanto os tajiques são um grupo minoritário. Nova Zelândia depositário da paz operam no distrito, bem como a maior parte da província de Bamiã.

## Patrimônio mundial
Vale de Bamiã, no Afeganistão é a região em que as duas estátuas gigantes de Buda ficavam, antes de serem destruídas pelo Talebã em fevereiro de 2001. A Unesco explicou a escolha por "simbolizar a esperança da comunidade internacional de que atos extremos de intolerância, como a destruição deliberada dos budas, nunca sejam repetidas".